# فرانک دیلئو
فرانک دیلئو (به انگلیسی: Frank DiLeo) (زاده ۲۳ اکتبر ۱۹۴۷-درگذشته ۲۴ اوت ۲۰۱۱)، بازیگر آمریکایی بود.
از فیلم‌های معروف او می‌توان به بازی در فیلم رفقای خوب، جهان وین ۲ اشاره کرد.